# Eldetal
Eldetal é um município da Alemanha, situado no distrito de Mecklenburgische Seenplatte, no estado de Mecklemburgo-Pomerânia Ocidental. Tem 71,82 km² de área, e sua população em 2019 foi estimada em 907 habitantes.
Foi criado em 26 de maio de 2019, a partir da fusão dos antigos municípios de Grabow-Below, Massow, Wredenhagen e Zepkow.